# 사이먼 테리
사이먼 덩컨 테리(영어: Simon Duncan Terry, 1974년 3월 27일~2021년 7월 19일)는 영국의 전 양궁 선수이다. 올림픽에 3번 참가하여 1992년 하계 올림픽에서 개인전 동메달과 단체전 동메달을 획득했다.

## 생애
스코틀랜드의 스털링에서 지붕 수리공인 마이클 테리와 재니스 테리 부부의 아들로 태어났다. 8살때 잉글랜드 그랜섬으로 이사를 간 후 아버지의 권유로 양궁을 시작했으며, 9살때 처음으로 대회에서 우승했다. 
1992년 8월 스페인 바르셀로나에서 열린 1992년 하계 올림픽에서 영국 국가대표로 참가하였고, 이 대회 개인전과 단체전에 출전했다. 그는 개인전 첫 상대인 멕시코의 안드레스 안촌도를 105-94로 꺾었으며, 16강전에서 1988년 올림픽 개인전 동메달리스트인 독립국가연합의 블라디미르 예셰예프를 104-102로 2점 차이로 꺾었다. 8강에서는 1988년 올림픽 개인전 우승자인 미국의 제이 바스를 꺾었으나 준결승에서 대한민국의 정재헌에게 102-108로 패했다. 동메달 결정전에서 노르웨이의 마르티누스 그로우를 109-103으로 꺾으며 동메달리스트가 되었다. 스티븐 핼러드, 리처드 프리스트먼과 함께 참가한 단체전에서는 독일과 오스트레일리아를 꺾으며 준결승에 올랐으며, 준결승에서 개최국 스페인에게 2점차로 패하며 결승에는 진출하지 못했다. 동메달 결정전에서는 프랑스를 누르고 단체잔 동메달을 추가했다.
1993년 튀르키예 안탈리아에서 열린 1993년 세계 선수권 대회에서 85위에 머문 후 은퇴했으나 13년만인 2006년에 선수로 복귀했으며 다시 영국 국가대표로 발탁되었다. 복귀 국제 경기인 엘살바도르의 산살바도르에서 열린 월드컵에서 개인전 19위, 단체전 동메달을 획득했으며, 독일 라이프치히에서 열린 2007년 세계 선수권 대회에서 단체전 은메달을 획득했다. 이후 2008년에 베이징에서 열린 2008년 하계 올림픽에 참가했고, 2010년에 인도 델리에서 열린 2010년 코먼웰스 게임에 잉글랜드 국가대표로 참가했다.
자국 런던에서 열린 2012년 하계 올림픽에도 영국 국가대표로 참가했으며, 개인전에서는 32강전 상대인 몰도바의 단 올라루에게 패해 탈락했으며, 단체전에서도 16강에서 우크라이나에게 패했다.
은퇴 후 암 투병 생활을 했으며, 2021년 7월 19일 자택에서 사망했다.